# Eugen Buktenica
Eugen Buktenica (Grohote, Šolta, 26. studenog 1914. − 1997.) je bio hrvatski slikar. Njegovi radovi izloženi su u Hrvatskom muzeju naivne umjetnosti u Zagrebu. 

## Životopis
Eugen Buktenica rodio se 26. studenog 1914. u Grohotama na otoku Šolti od majke Antice i oca Josipa.

## Slikarstvo
Prvi njegovi crteži nastali su 1946. godine, a slike u ulju 1950. godine. Pobudio je veliki interes u Hrvatskoj i inozemstvu. Njegovo slikarstvo izrazita je naiva. Privlačile su ga u prvom redu motiv i fabula. Na platnu je želio fiksirati dio svog užeg zavičaja, otoka, sela. Motiv su mu bili i domaće životinje, kuće, lađe, težaci. Sliku mu privlače likovnom spontanošću, zapažanjem i maštovitošću. Također se smatra začetnikom dalmatinske naive.
Njegov nećak Vicko Buktenica, također je slikar naivac.